# Ranger 9
Ranger 9 var en obemannad månfarkost från NASA som sköts upp från Cape Canaveral, med en Atlas LV-3 Agena-B, den 21 mars 1965. 64,5 timmar efter uppskjutningen kraschade rymdsonden planenligt på månen. På bilderna och filmer som rymdsonden skickade tillbaka till jorden kunde man se detaljer ned till 30 cm².

### Fotnoter
1. ↑  ”NASA Space Science Data Coordinated Archive” (på engelska). NASA. https://nssdc.gsfc.nasa.gov/nmc/spacecraft/display.action?id=1965-023A. Läst 24 mars 2020.